# Grand Prix automobile de Mosport 2024
Navigation
Édition précédente Édition suivante
La 42e édition du Grand Prix de Mosport 2024 (officiellement appelé le 2024 Chevrolet Grand Prix) est une course de voitures de types sport-prototype et Grand Tourisme, organisée sur le Canadian Tire Motorsport Park en Ontario, au Canada, qui s'est déroulée le 14 juillet 2024. Il s'agit de la septième manche du championnat WeatherTech SportsCar Championship 2024.
La course a été ouverte aux voitures de catégories Le Mans Prototype 2 (LMP2), Grand Tourisme Daytona Pro (GTD Pro) et Grand Tourisme Daytona (GTD) . Les voitures de catégorie GTP n'ont pas été admises dans cette épreuve en 2024.

## Circuit
Le Canadian Tire Motorsport Park, plus connu sous le nom de Mosport, est un circuit automobile situé au nord de Bowmanville en Ontario (Canada). Le complexe comprend un circuit routier de 3,96 km, une piste ovale asphaltée d'un demi mille (0,8 km) pour les courses de stock-car (le Mosport Speedway), et un circuit de karting de 1,4 km (le Mosport International Karting).
Le nom « Mosport » est la contraction de « motor » et « sport ».
En 2012, à la suite d'une entente de partenariat avec Canadian Tire, le complexe a été rebaptisé « Canadian Tire Motorsport Park ».

## Qualifications
| Pos. | Classe  | N° | Écurie                                       | Pilote                 | Temps                | Écart                | Grille |
| ---- | ------- | -- | -------------------------------------------- | ---------------------- | -------------------- | -------------------- | ------ |
| 1    | LMP2    | 99 | AO Racing                                    | P. J. Hyett (en)       | 1 min 09 s 582       | —                    | 1      |
| 2    | LMP2    | 22 | United Autosports USA                        | Dan Goldburg           | 1 min 09 s 672       | + 0 s 090            | 2      |
| 3    | LMP2    | 74 | Riley                                        | Gar Robinson           | 1 min 09 s 690       | + 0 s 108            | 3      |
| 4    | LMP2    | 52 | Inter Europol par PR1 Mathiasen Motorsports  | Nick Boulle            | 1 min 09 s 756       | + 0 s 174            | 4      |
| 5    | LMP2    | 11 | TDS Racing                                   | Steven Thomas          | 1 min 09 s 824       | + 0 s 242            | 5      |
| 6    | LMP2    | 04 | CrowdStrike Racing par APR                   | George Kurtz           | 1 min 10 s 017       | + 0 s 435            | 6      |
| 7    | LMP2    | 2  | United Autosports USA                        | Ben Keating            | 1 min 11 s 392       | + 1 s 810            | 7      |
| 8    | LMP2    | 8  | Tower Motorsports                            | John Farano            | 1 min 12 s 020       | + 2 s 438            | 8      |
| 9    | LMP2    | 33 | Sean Creech Motorsport                       | Lance Willsey          | 1 min 13 s 891       | + 4 s 309            | 9      |
| 10   | LMP2    | 18 | Era Motorsport                               | Stuart Wiltshire       | 1 min 13 s 919       | + 4 s 337            | 10     |
| 11   | LMP2    | 88 | Richard Mille AF Corse                       | Luis Pérez Companc     | 1 min 14 s 195       | + 4 s 613            | 11     |
| 12   | GTD Pro | 3  | Corvette Racing par Pratt Miller Motorsports | Alexander Sims         | 1 min 14 s 373       | + 4 s 791            | 13     |
| 13   | GTD Pro | 14 | Vasser Sullivan                              | Jack Hawksworth        | 1 min 14 s 640       | + 4 s 791            | 14     |
| 14   | GTD     | 12 | Vasser Sullivan                              | Frankie Montecalvo     | 1 min 15 s 060       | + 5 s 478            | 15     |
| 15   | GTD Pro | 4  | Corvette Racing par Pratt Miller Motorsports | Tommy Milner           | 1 min 15 s 105       | + 5 s 523            | 16     |
| 16   | GTD Pro | 64 | Ford Multimatic Motorsports                  | Harry Tincknell        | 1 min 15 s 177       | + 5 s 595            | 17     |
| 17   | GTD Pro | 1  | Paul Miller Racing                           | Madison Snow           | 1 min 15 s 193       | + 5 s 611            | 18     |
| 18   | GTD Pro | 23 | Heart of Racing Team                         | Mario Farnbacher       | 1 min 13 s 318       | + 5 s 736            | 19     |
| 19   | GTD Pro | 9  | Pfaff Motorsports                            | Marvin Kirchhöfer      | 1 min 15 s 390       | + 5 s 808            | 20     |
| 20   | GTD     | 27 | Heart of Racing Team                         | Spencer Pumpelly       | 1 min 15 s 392       | + 5 s 810            | 21     |
| 21   | GTD Pro | 77 | AO Racing                                    | Sebastian Priaulx (en) | 1 min 15 s 519       | + 5 s 937            | 22     |
| 22   | GTD     | 96 | Turner Motorsport                            | Patrick Gallagher (en) | 1 min 15 s 560       | + 5 s 978            | 23     |
| 23   | GTD     | 32 | Korthoff Preston Motorsports                 | Mikaël Grenier         | 1 min 15 s 605       | + 6 s 023            | 24     |
| 24   | GTD     | 70 | Inception Racing                             | Brendan Iribe          | 1 min 15 s 693       | + 6 s 111            | 25     |
| 25   | GTD     | 57 | Winward Racing                               | Russell Ward (en)      | 1 min 15 s 742       | + 6 s 160            | 26     |
| 26   | GTD     | 45 | Wayne Taylor Racing avec Andretti            | Kyle Marcelli          | 1 min 15 s 807       | + 6 s 225            | 27     |
| 27   | GTD Pro | 65 | Ford Multimatic Motorsports                  | Joey Hand              | 1 min 16 s 000       | + 6 s 418            | 28     |
| 28   | GTD     | 78 | Forte Racing (en)                            | Misha Goikhberg        | 1 min 16 s 314       | + 6 s 732            | 29     |
| 29   | GTD     | 66 | Gradient Racing                              | Sheena Monk            | 1 min 16 s 372       | + 6 s 790            | 30     |
| 30   | GTD     | 55 | Proton Competition                           | Giammarco Levorato     | 1 min 16 s 614       | + 7 s 032            | 31     |
| 31   | GTD     | 13 | AWA                                          | Orey Fidani (en)       | 1 min 16 s 821       | + 7 s 239            | 32     |
| 32   | GTD     | 86 | MDK Motorsports                              | Kerong Li              | 1 min 18 s 122       | + 8 s 540            | 33     |
| 33   | LMP2    | 20 | MDK par High Class Racing                    | Dennis Andersen        | Pas de temps réalisé | Pas de temps réalisé | 12     |
| 34   | GTD     | 34 | Conquest Racing                              | Pas de temps réalisé   | Pas de temps réalisé | Pas de temps réalisé | 34     |

## Course

### Classement de la course
Voici le classement officiel au terme de la course.
- Les vainqueurs de chaque catégorie sont signalés par un fond jauni.

| Pos     | Classe  | no | Écurie                                       | Pilotes                                         | Châssis                                 | Tours | Temps               |
| ------- | ------- | -- | -------------------------------------------- | ----------------------------------------------- | --------------------------------------- | ----- | ------------------- |
| Pos     | Classe  | no | Écurie                                       | Pilotes                                         | Moteur                                  | Tours | Temps               |
| 1       | LMP2    | 52 | Inter Europol par PR1 Mathiasen Motorsports  | Nick Boulle Tom Dillmann                        | Oreca 07                                | 117   | 2 h 40 min 34 s 358 |
| 1       | LMP2    | 52 | Inter Europol par PR1 Mathiasen Motorsports  | Nick Boulle Tom Dillmann                        | Gibson GK428 4,2 L V8 Atmo              | 117   | 2 h 40 min 34 s 358 |
| 2       | LMP2    | 74 | Riley                                        | Felipe Fraga Gar Robinson                       | Oreca 07                                | 117   | + 0 s 658           |
| 2       | LMP2    | 74 | Riley                                        | Felipe Fraga Gar Robinson                       | Gibson GK428 4,2 L V8 Atmo              | 117   | + 0 s 658           |
| 3       | LMP2    | 11 | TDS Racing                                   | Scott Huffaker (en) Steven Thomas               | Oreca 07                                | 117   | + 4 s 776           |
| 3       | LMP2    | 11 | TDS Racing                                   | Scott Huffaker (en) Steven Thomas               | Gibson GK428 4,2 L V8 Atmo              | 117   | + 4 s 776           |
| 4       | LMP2    | 2  | United Autosports USA                        | Ben Hanley Ben Keating                          | Oreca 07                                | 117   | + 5 s 079           |
| 4       | LMP2    | 2  | United Autosports USA                        | Ben Hanley Ben Keating                          | Gibson GK428 4,2 L V8 Atmo              | 117   | + 5 s 079           |
| 5       | LMP2    | 22 | United Autosports USA                        | Filipe Albuquerque Dan Goldburg                 | Oreca 07                                | 117   | + 11 s 740          |
| 5       | LMP2    | 22 | United Autosports USA                        | Filipe Albuquerque Dan Goldburg                 | Gibson GK428 4,2 L V8 Atmo              | 117   | + 11 s 740          |
| 6       | LMP2    | 8  | Tower Motorsports                            | John Farano Renger van der Zande                | Oreca 07                                | 117   | + 13 s 540          |
| 6       | LMP2    | 8  | Tower Motorsports                            | John Farano Renger van der Zande                | Gibson GK428 4,2 L V8 Atmo              | 117   | + 13 s 540          |
| 7       | LMP2    | 04 | CrowdStrike Racing par APR                   | Colin Braun George Kurtz                        | Oreca 07                                | 117   | + 13 s 641          |
| 7       | LMP2    | 04 | CrowdStrike Racing par APR                   | Colin Braun George Kurtz                        | Gibson GK428 4,2 L V8 Atmo              | 117   | + 13 s 641          |
| 8       | LMP2    | 99 | AO Racing                                    | Louis Delétraz P. J. Hyett (en)                 | Oreca 07                                | 117   | + 13 s 773          |
| 8       | LMP2    | 99 | AO Racing                                    | Louis Delétraz P. J. Hyett (en)                 | Gibson GK428 4,2 L V8 Atmo              | 117   | + 13 s 773          |
| 9       | LMP2    | 88 | Richard Mille AF Corse                       | Luis Pérez Companc Pipo Derani                  | Oreca 07                                | 116   | + 1 Tours           |
| 9       | LMP2    | 88 | Richard Mille AF Corse                       | Luis Pérez Companc Pipo Derani                  | Gibson GK428 4,2 L V8 Atmo              | 116   | + 1 Tours           |
| 10      | LMP2    | 33 | Sean Creech Motorsport                       | João Barbosa Lance Willsey                      | Ligier JS P217                          | 115   | + 2 Tours           |
| 10      | LMP2    | 33 | Sean Creech Motorsport                       | João Barbosa Lance Willsey                      | Gibson GK428 4,2 L V8 Atmo              | 115   | + 2 Tours           |
| 11      | LMP2    | 18 | Era Motorsport                               | Ryan Dalzielbr> Stuart Wiltshire                | Oreca 07                                | 113   | + 4 Tours           |
| 11      | LMP2    | 18 | Era Motorsport                               | Ryan Dalzielbr> Stuart Wiltshire                | Gibson GK428 4,2 L V8 Atmo              | 113   | + 4 Tours           |
| 12      | GTD Pro | 3  | Corvette Racing par Pratt Miller Motorsports | Antonio García Alexander Sims                   | Corvette Z06 GT3.R                      | 113   | + 4 Tours           |
| 12      | GTD Pro | 3  | Corvette Racing par Pratt Miller Motorsports | Antonio García Alexander Sims                   | Chevrolet LT6 5,5 L V8 Atmo             | 113   | + 4 Tours           |
| 13      | GTD Pro | 4  | Corvette Racing par Pratt Miller Motorsports | Nicky Catsburg Tommy Milner                     | Corvette Z06 GT3.R                      | 113   | + 4 Tours           |
| 13      | GTD Pro | 4  | Corvette Racing par Pratt Miller Motorsports | Nicky Catsburg Tommy Milner                     | Chevrolet LT6 5,5 L V8 Atmo             | 113   | + 4 Tours           |
| 14      | GTD Pro | 77 | AO Racing                                    | Laurin Heinrich (en) Sebastian Priaulx (en)     | Porsche 911 GT3 R                       | 113   | + 4 Tours           |
| 14      | GTD Pro | 77 | AO Racing                                    | Laurin Heinrich (en) Sebastian Priaulx (en)     | Porsche M97/80 4,2 L Flat Six Atmo      | 113   | + 4 Tours           |
| 15      | GTD Pro | 64 | Ford Multimatic Motorsports                  | Mike Rockenfeller Harry Tincknell               | Ford Mustang GT3                        | 113   | + 4 Tours           |
| 15      | GTD Pro | 64 | Ford Multimatic Motorsports                  | Mike Rockenfeller Harry Tincknell               | Ford Coyote 5,4 L V8 Atmo               | 113   | + 4 Tours           |
| 16      | GTD Pro | 23 | Heart of Racing Team                         | Mario Farnbacher Ross Gunn (en)                 | Aston Martin Vantage AMR GT3 Evo        | 112   | + 5 Tours           |
| 16      | GTD Pro | 23 | Heart of Racing Team                         | Mario Farnbacher Ross Gunn (en)                 | Aston Martin M177 4,0 L V8 Turbo        | 112   | + 5 Tours           |
| 17      | GTD Pro | 9  | Pfaff Motorsports                            | Oliver Jarvis Marvin Kirchhöfer                 | McLaren 720S GT3 Evo                    | 112   | + 5 Tours           |
| 17      | GTD Pro | 9  | Pfaff Motorsports                            | Oliver Jarvis Marvin Kirchhöfer                 | McLaren M840T 4,0 l V8 Twin-Turbo       | 112   | + 5 Tours           |
| 18      | GTD Pro | 65 | Ford Multimatic Motorsports                  | Joey Hand Dirk Müller                           | Ford Mustang GT3                        | 112   | + 5 Tours           |
| 18      | GTD Pro | 65 | Ford Multimatic Motorsports                  | Joey Hand Dirk Müller                           | Ford Coyote 5,4 L V8 Atmo               | 112   | + 5 Tours           |
| 19      | GTD     | 27 | Heart of Racing Team                         | Roman De Angelis (en) Spencer Pumpelly          | Aston Martin Vantage AMR GT3 Evo        | 112   | + 5 Tours           |
| 19      | GTD     | 27 | Heart of Racing Team                         | Roman De Angelis (en) Spencer Pumpelly          | Aston Martin M177 4,0 L V8 Turbo        | 112   | + 5 Tours           |
| 20      | GTD     | 57 | Winward Racing                               | Indy Dontje (en) Philip Ellis Russell Ward (en) | Mercedes-AMG GT3 Evo                    | 112   | + 5 Tours           |
| 20      | GTD     | 57 | Winward Racing                               | Indy Dontje (en) Philip Ellis Russell Ward (en) | Mercedes-Benz M159 6,2 L V8 Atmo        | 112   | + 5 Tours           |
| 21      | GTD     | 70 | Inception Racing                             | Brendan Iribe Frederik Schandorff               | McLaren 720S GT3 Evo                    | 112   | + 5 Tours           |
| 21      | GTD     | 70 | Inception Racing                             | Brendan Iribe Frederik Schandorff               | McLaren M840T 4,0 l V8 Twin-Turbo       | 112   | + 5 Tours           |
| 22      | GTD     | 96 | Turner Motorsport                            | Robby Foley Patrick Gallagher (en)              | BMW M4 GT3                              | 112   | + 5 Tours           |
| 22      | GTD     | 96 | Turner Motorsport                            | Robby Foley Patrick Gallagher (en)              | BMW S58B30T0 3,0 L i6 M TwinPower Turbo | 112   | + 5 Tours           |
| 23      | GTD     | 12 | Vasser Sullivan                              | Frankie Montecalvo Parker Thompson (en)         | Lexus RC F GT3                          | 111   | + 6 Tours           |
| 23      | GTD     | 12 | Vasser Sullivan                              | Frankie Montecalvo Parker Thompson (en)         | Toyota 2UR-GSE 5,0 L V8 Atmo            | 111   | + 6 Tours           |
| 24      | GTD     | 45 | Wayne Taylor Racing avec Andretti            | Danny Formal Kyle Marcelli (en)                 | Lamborghini Huracán GT3 Evo 2           | 111   | + 6 Tours           |
| 24      | GTD     | 45 | Wayne Taylor Racing avec Andretti            | Danny Formal Kyle Marcelli (en)                 | Lamborghini DGF 5,2 L V10 Atmo          | 111   | + 6 Tours           |
| 25      | GTD     | 66 | Gradient Racing                              | Stevan McAleer (en) Sheena Monk                 | Acura NSX GT3 Evo22                     | 111   | + 6 Tours           |
| 25      | GTD     | 66 | Gradient Racing                              | Stevan McAleer (en) Sheena Monk                 | Acura NSX GT3 Evo22                     | 111   | + 6 Tours           |
| 26      | GTD     | 32 | Korthoff Preston Motorsports                 | Mikaël Grenier Mike Skeen (en)                  | Mercedes-AMG GT3 Evo                    | 111   | + 6 Tours           |
| 26      | GTD     | 32 | Korthoff Preston Motorsports                 | Mikaël Grenier Mike Skeen (en)                  | Mercedes-Benz M159 6,2 L V8 Atmo        | 111   | + 6 Tours           |
| 27      | GTD Pro | 1  | Paul Miller Racing                           | Bryan Sellers Madison Snow                      | BMW M4 GT3                              | 111   | + 6 Tours           |
| 27      | GTD Pro | 1  | Paul Miller Racing                           | Bryan Sellers Madison Snow                      | BMW S58B30T0 3,0 L i6 M TwinPower Turbo | 111   | + 6 Tours           |
| 28      | GTD     | 78 | Forte Racing (en)                            | Misha Goikhberg Loris Spinelli (pl)             | Lamborghini Huracán GT3 Evo 2           | 111   | + 6 Tours           |
| 28      | GTD     | 78 | Forte Racing (en)                            | Misha Goikhberg Loris Spinelli (pl)             | Lamborghini DGF 5,2 L V10 Atmo          | 111   | + 6 Tours           |
| 29      | GTD     | 86 | MDK Motorsports                              | Anders Fjordbach Kerong Li                      | Porsche 911 GT3 R                       | 111   | + 6 Tours           |
| 29      | GTD     | 86 | MDK Motorsports                              | Anders Fjordbach Kerong Li                      | Porsche M97/80 4,2 L Flat Six Atmo      | 111   | + 6 Tours           |
| 30      | GTD     | 34 | Conquest Racing                              | Albert Costa Manny Franco                       | Ferrari 296 GT3                         | 111   | + 6 Tours           |
| 30      | GTD     | 34 | Conquest Racing                              | Albert Costa Manny Franco                       | Ferrari F163 3,0 L V6 Turbo             | 111   | + 6 Tours           |
| 31      | GTD     | 55 | Proton Competition                           | Giammarco Levorato Corey Lewis                  | Ford Mustang GT3                        | 110   | + 7 Tours           |
| 31      | GTD     | 55 | Proton Competition                           | Giammarco Levorato Corey Lewis                  | Ford Coyote 5,4 L V8 Atmo               | 110   | + 7 Tours           |
| 32 Abd. | GTD Pro | 14 | Vasser Sullivan                              | Ben Barnicoat Jack Hawksworth                   | Lexus RC F GT3                          | 88    | Abandon             |
| 32 Abd. | GTD Pro | 14 | Vasser Sullivan                              | Ben Barnicoat Jack Hawksworth                   | Toyota 2UR-GSE 5,0 L V8 Atmo            | 88    | Abandon             |
| 33 Abd. | GTD     | 13 | AWA                                          | Matthew Bell Orey Fidani (en)                   | Corvette Z06 GT3.R                      | 27    | Abandon             |
| 33 Abd. | GTD     | 13 | AWA                                          | Matthew Bell Orey Fidani (en)                   | Chevrolet LT6 5,5 L V8 Atmo             | 27    | Abandon             |
| 34 Abd. | LMP2    | 20 | MDK par High Class Racing                    | Dennis Andersen Seth Lucas (en)                 | Oreca 07                                | 15    | Abandon             |
| 34 Abd. | LMP2    | 20 | MDK par High Class Racing                    | Dennis Andersen Seth Lucas (en)                 | Gibson GK428 4,2 L V8 Atmo              | 15    | Abandon             |

## Pole position et record du tour
- Pole position :  P. J. Hyett (en) (#99 AO Racing) en 1 min 09 s 582
- Meilleur tour en course :  Tom Dillmann (#52 Inter Europol par PR1 Mathiasen Motorsports) en 1 min 08 s 660

## Tours en tête
- no 99 AO Racing - Oreca 07 :  7 tours (1-7)[4]
- no 22 United Autosports USA - Oreca 07 :  2 tours (8-9)
- no 52 Inter Europol par PR1 Mathiasen Motorsports - Oreca 07 :  97 tours (10-43 / 50-81 / 87-117)
- no 11 TDS Racing - Oreca 07 :  2 tours (44 / 82)
- no 74 Riley - Oreca 07 :  9 tours (45-49 / 83-86)

## À noter
- Longueur du circuit : 2,459 miles
- Distance parcourue par les vainqueurs : 287,703 miles